# Sonja Edström
Sonja Viola Edström-Ruthström (Luleå, 18 november 1930 – Luleå, 15 oktober 2020) was een Zweeds langlaufster. 

## Carrière
Edström nam deel aan het het eerste olympische langlauftoernooi voor vrouwen in 1952 en behaalde hier de elfde plaats op de tien kilometer. Vier jaar later tijdens de Olympische Winterspelen van 1956 won Edström de bronzen medaille op de estafette en de 10 kilometer. Edströms grootste succes was het winnen van olympisch goud op de estafette tijdens de Olympische Winterspelen van 1960.

## Belangrijkste resultaten

### Olympische Winterspelen
| Editie | Plaats            | Resultaten           |
| ------ | ----------------- | -------------------- |
| 1952   | Oslo              | 11e 10 km            |
| 1956   | Cortina d'Ampezzo | 10 km · estafette    |
| 1960   | Squaw Valley      | 5e 10 km · estafette |

### Wereldkampioenschappen langlaufen
| Jaar | Plaats            | Resultaten           |
| ---- | ----------------- | -------------------- |
| 1952 | Oslo              | 11e 10 km            |
| 1954 | Falun             | estafette            |
| 1956 | Cortina d'Ampezzo | 10 km · estafette    |
| 1958 | Lathi             | estafette            |
| 1960 | Squaw Valley      | 5e 10 km · estafette |